# 新传理性元雅
《新传理性元雅》，古琴谱。明万历四十六年张廷玉编辑。

## 琴谱内容
琴谱分四卷。谱前有张廷玉引言，调五弦手法，七弦旋宫論，三琴起止論，五音十二律應弦合调，指法，及本谱琴操目录。谱内共收七十二曲。